# Loški Potok
Loški Potok é um município da Eslovênia. A sede do município fica na localidade de Hrib – Loški Potok.